# Kerstin Stegemann
Kerstin Stegemann (Rheine, 29 de setembro de 1977) é uma futebolista alemã. Foi medalhista olímpica pela seleção de seu país.

## Carreira
Kerstin Stegemann integrou o elenco da Seleção Alemã de Futebol Feminino, nas Olimpíadas de 2000, 2004 e 2008. 